# Timoteus Pokora
Timoteus Pokora (Brno, 1928. június 26. – Prága, 1985. július 11.; kínai neve pinjin hangsúlyjelekkel: Bào Géluò; magyar népszerű: Pao Ko-lo; hagyományos kínai: 鮑格洛; egyszerűsített kínai: 鲍格洛) cseh sinológus.

## Élete és munkássága
Timoteus Pokora már gyerekkorában érdeklődést mutatott az idegen nyelvek iránt, angolul és olaszul tanult. 1946-tól 1950-ig a Brnoi Egyetemen jogot, filozófiát és nyelvészetet tanult. Török és héber előadásokat is hallgatott Václav Machek és Joseph Kabrda kurzusain. A aktuális kínai eseményektől inspirálva úgy döntött, hogy a prágai Károly Egyetemen tanul kínait, ahol Jaroslav Průšek tanítványa lett. Különösen a klasszikus kínai nyelv és a régi kínai történelem érdekelte. 1954-ben szerzett diplomát és fiatal kutatóként elhelyezkedett a Csehszlovák Tudományos Akadémia Keleti Intézetében (Orientální Ustav), ahol doktori disszertációján dolgozott. 1959-ben szerzett doktori fokozatot a Han-kori filozófusról, Huan Tanról (桓譚; kb. i. e. 43. – i. sz. 28.) írt disszertációjával. Ezt követően az intézet kutatója maradt, majd 1963-ban kinevezték igazgatónak. 1965-től 1966-ig Heidelbergben, 1969-től 1970-ig pedig a Michigani Egyetemen tanított. Szerkesztője volt a cseh orientalista szakfolyóiratnak, az Archív Orientálnínak is.
Pokora tudományos tevékenysége mellett élénken politizált is. Az 1961-es években üdvözölte a kibontakozó demokratizálódási törekvéseket. A prágai tavaszt követően nem kerülhette el a számonkérést és a büntetést. 1973-ban kénytelen volt elhagyni a Keleti Intézetet, és tolmács-fordítóként dolgozott. Többé nem volt bejárása az Intézetbe és annak könyvtárát sem használhatta. A csehszlovák folyóiratokban csak álnéven jelenhettek meg az írásai, így leginkább külföldi lapokban publikált.
Pokora a Han-kori történelem és filozófia nemzetközi szaktekintélyének számított. A történetíró feljegyzéseinek fordítása az 1985-ben bekövetkezett halála miatt befejezetlen maradt.

## Főbb művei
- Na přelomu staré a nové Číny, Hnutí 4. května 1919. Prag: Orbis, 1959, mit Walter Stamberger und Zbigniew Słupski.
- Čchin Š chuang-ti, 1967
- Wang Mangovy pokusy o řešení společenské krise v Číně v 1. st. n.l., Sb. historický 1955
- Dějiny tradičního čínského práva, Světové dějiny státu a práva ve starověku I, 1963
- Revoluční prvky v čínské filosofii, Orientalistický sb., 1963
- Gab es in Geschichte Chinas eine durch Sklaverei bestimmte Produktionsweise und Gesellschaftsformation? Neue Beitrage zur Geschichte der alten Welt I, Berlin, 1964
- Politické a právní ideologie staré Číny, Moderní politické a právní ideologie Číny, Dějiny politických a právních ideologií I–II, 1965
- Buddhismus na Dálném východě, Taoismus, Bozi a lidé, 1966
- La vie du philosophe matérialiste Houan T'an, Mélanges de Sinologie offerts a Monsieur Paul Demiéville, Paris, 1966
- Feudální Čína a světové dějiny, Dějiny středověku I, 1968
- Heterodoxy in China. Some Achievements and Limitations of Han Sceptical Philosophers, Papers of the XIX International Congress of Chinese studies, Bochum, 1968
- Stručný přehled dějin politických a právních učení některých asijských a afrických zemí. mit J. Kincel und V. Sadek, Dějiny politických a právních učení II, ²1969
- Die Konzeption des Fortschritts im Konfuzianismus. Einige Bemerkungen über Kang Youweis Utopie, Nationalismus und Sozialismus im Befreiungskampf der Völker Asiens und Afrikas, Berlin, 1971
- Z filosofických názorů starověké Číny, in L. Balcar, V. Cvekl: Historia magistra. Výbor z rozhlasových pořadů I, 1972
- Pre-Han Literature, In: Donald D. Leslie, Colin Mackerras, Wang Gungwu (Hg.): Essays on the Sources for Chinese History. Canberra, 1973
- China, H. J. M. Claesen, P. Skalník (Hg.): The Early State, Den Haag / Paris / New York, 1978
- Čína ve starověku a pravěku (unter dem Namen Mária Čarnogurská). J. Pečírka etc. (Hg.): Dějiny pravěku a starověku II, 1979
- Shi chi 127, the Symbiosis of Two Historians, Chinese Ideas about Nature and Society. Studies in Honour of Derk Bodde, Hong Kong 1987
- Čínská historiografia v rokoch 1949–1955, Historický časopis SAV, 1956
- Komenský and Wang Kuo-wei. A note on the influence of Komenský’s (Comenius) educational opinions upon the educational reforms in China before the revolution 1911, Archiv orientální, 1958
- Komenský v Číně, Archiv pro bádání o životě a díle J. A. Komenského (Acta Comeniana), 1958
- The Dates of Huan T'an, Archiv orientální, 1959
- Huan T'an's Fu On Looking for the Immortals (Wang hsien fu), Archiv orientální, 1960
- Li Tao-čao a jeho úloha v Hnutí 4. května 1919 a v komunistickém hnutí v Číně, Československý časopis historický (ČsČH), 1960
- Prameny starého čínského práva (O Li Kchuejově falsu), Právněhistorické studie, 1960
- Hedvábí v čínské a světové kultuře, Nový Orient (NO), 1960
- The First Interpolation in the Shih chi, An Important Crossroad of the Chinese Thought, A Pioneer of New Trends of Thought in the End of the Ming Period (Marginalia on the Book on Li Chih by Chu Ch'ien-chih), Archiv orientální, 1961
- Význam historiografie pro správné poznání dějin, Zprávy ČSO při ČSAV, 1961
- Důležitá křižovatka čínské filosofie – o filosofických bojích v 1. století n.l., FČ, 1962
- Ch'en Sheng and Wu Kuang. Leaders of the Uprising against the Ch'in Dynasty, New Orient Bimonthly, 1962
- The Necessity of a more Thorough Study of Philosopher Wang Ch'ung and of his Predecessors, Archiv orientální, 1962
- The Present State of the translation from the Shih chi. To the memory of Fritz Jäger, Oriens Extremus, 1962
- The Life of Huan T'an, Existierte in China eine Sklavenhaltergesellschaft? Archiv orientální, 1963
- Od dvorního učence k materialistickému filosofovi. Chuan Tchanův život v širších souvislostech, Prošla Čína obdobím otrokářské společnosti? ČsČH, 1963
- Zrod materialistického životního názoru, NO, 1963
- An Attempt at a new Approach Towards Confucianism, Archiv orientální, 1964
- Čína a antický svět, LF, 1964
- K otázce fluktuace mezi třídami v Číně předkapitalistického období, ČsČH, 1964
- Čína a světové dějiny I. Otrokářský řád a feudalismus nebo formace politického donucení? DaS, 1965
- Notes on New Studies on Tung Chung-shu, Archiv orientální, 1965
- Zrcadlo minulosti. Čínská historie a její historikové, DaS, 1966
- The Concept of Progress in Confucianism. Some Observations on the Utopia of K'ang Yu-wei and its Historical Presuppositions, East and West, 1967
- Modern and Contemporary Chinese Historiography, Courrier de l'Extréme-Orient, 1967
- Čínská heterodoxie. Příspěvek chanských materialistických filosofů k obrodě filosofie a jejich meze, S'-ma Čchienova historická encyklopedie, NO, 1968
- The Works of Wang Ch'ung, Archiv orientální, 1968
- O Číně a čínské ideologii, s J. Fassem, A. Palátem, Z. Slupskim, NO, 1969
- C'-čchan – konfuciánec před Konfuciem, Ču Si – tvůrce dogmatu myslitel, NO, 1969
- Co s Konfuciem? FČ, 1971
- Huan T'an and Yang Hsiung on Ssu-ma Hsiang-ju: Some Desultory Remarks on History and Tradition, Journal of the American Oriental Society, 1971
- Překlad Tao te t'ingu a metody studia staročínského taoismu, Filozofia, 1972
- Příspěvek k poznání poměru historičnosti a fikce na příkladu S'-ma Čchienových Zápisků historika, Historický časopis SAV, 1972
- Recent Studies on Ancient Chinese History, Asian and African Studies (AAS), 1973
- New Translations of the Records of the Historian (Shih chi) by Ssu-ma Ch'ien, Altorientalistische Forschungen (AF), 1973
- Bestattung der Nackten. Eine Lehre von der Sparsamkeit in der Han-Zeit, AF, 1979
- Ch'u Shao-sun – The Narrator of Stories in the Shih-chi, Annali dell'Instituto Orientale di Napoli, 1981
- Hsi-men Pao in History and Fiction. A Confucian, Legalist, Ironical Critic, AF, 1981
- The Less Eminent Followers of Kao-tsu. Schih-chi, Rocznik orientalistyczny, 1983
- The Introduction of Kant's Ideas into Japan and Its Historiucal Prerequisites, AAS, 1984
- Das älteste Papier der Welt und seine Probleme, Das Altertum, 1985
- Staročínští legisté a historické osudy jejich učení (unter dem Pseudonym Ema Bayerlová), Právněhistorické studie, 1986